# 毛果小甘菊
毛果小甘菊（学名：Cancrinia lasiocarpa）是菊科小甘菊属的植物。分布在蒙古以及中国大陆的宁夏、甘肃等地，生长于海拔1,500米至2,000米的地区，一般生于干山坡，目前尚未由人工引种栽培。